# Team Budget Forklifts/Saison 2011
Dieser Artikel listet Erfolge und Mannschaft des Radsportteams Team Budget Forklifts in der Saison 2011 auf.

## Mannschaft
| Name                              | Geburtstag         | Nationalität | Team 2010                      |
| --------------------------------- | ------------------ | ------------ | ------------------------------ |
| Matthew Benson (bis 31. Juli)     | 16. März 1991      | Australien   | Neoprofi                       |
| Brendan Cole (bis 31. Juli)       | 24. Januar 1991    | Australien   | Neoprofi                       |
| Michael Cupitt                    | 20. März 1982      | Australien   | Neoprofi                       |
| Luke Davison (ab 1. August)       | 8. Mai 1990        | Australien   | Team Jayco-AIS (2009)          |
| Michael England                   | 27. Mai 1983       | Australien   | Team Budget Forklifts (2009)   |
| John Frieberg (bis 31. Juli)      | 9. Oktober 1980    | Australien   | Neoprofi                       |
| Peter John Herzig                 | 8. Juni 1978       | Australien   | Ride Sport Racing (2009)       |
| Chris Jongewaard (ab 1. August)   | 18. Juli 1979      | Australien   | Panasonic (2008)               |
| Ryan MacAnally (ab 26. September) | 14. September 1992 | Australien   | Neoprofi                       |
| Brian McLeod                      | 7. September 1990  | Australien   | Neoprofi                       |
| Darcy Roselund (ab 1. August)     | 25. November 1988  | Australien   | Team Budget Forklifts (2009)   |
| Jason Spencer (ab 26. September)  | 28. Mai 1988       | Australien   | Neoprofi                       |
| Blair Windsor                     | 29. Mai 1989       | Australien   | Team Budget Forklifts (2009)   |
| Matt Wood (bis 31. Juli)          | 19. Oktober 1984   | Australien   | ORD Minnett-Triple Play (2008) |

## Platzierungen in UCI-Ranglisten
UCI Oceania Tour 2011
|     | Fahrer         | Punkte |
| --- | -------------- | ------ |
| 9.  | Luke Davison   | 25     |
| 29. | Darcy Roselund | 7      |